# Phlogophora fuscomarginata
Phlogophora fuscomarginata är en fjärilsart som beskrevs av John Henry Leech 1900. Phlogophora fuscomarginata ingår i släktet Phlogophora och familjen nattflyn. Inga underarter finns listade i Catalogue of Life.